# النخالية ألبا
النخالية ألبا وتسمى أيضًا النخالية البيضاء، هو اضطراب جلدي شائع مشابهة الأكزيما خفيفة غير معدية. التي يتميز شكل الإصابة فيها بوجود بقعة بيضاء تُغطى بطبقة رقيقة من القشرة الناعمة التي تشبه “الردة” ولهذا ترجع تسمية المرض إلى النخالة البيضاء. عادة ما تحدث هذه البقع على الخدين. النخالية ألبا هو مرض جلدي يصيب بعض الأطفال عادة ما بين سن 6 إلى 12. وحتى قبل البلوغ، وفي حالات قليلة قد يصيب الشباب بعد البلوغ، ويصيب الذكور والإناث على السواء، وتظهر أعراضه طوال فصول السنة، ولكن مع التعرض للشمس في فصل الصيف تصبح الأعراض أكثر وضوحا لاسمرار الجلد غير المصاب حول الأماكن المريضة.

## التشخيص
يتم التشخيص من خلال الفحص الطبى للمصاب وقد يحتاج المريض لعمل تحليل براز لمعرفة ما إذا كان هناك إصابة بالديدان أو الطفليات كي يتم علاجها كسبب يُعتقد أنه وراء حدوث النخالة البيضاء. وفي بعض الحالات .يحدث خلط بين النخالة البيضاء وبين البهاق والتنيا الملونة باللون الأبيض للتشابه في الحالة. ولكن يتم التمييز بين النخالية البيضاء من البهاق من الحدود للاضطراب .

## السبب
ليس هناك سبب محدد معروف لهذا الشرط. بعض الباحثين يرجعون السبب لوجود طفيليات في الأمعاء، واعتبر آخرون أن كثرة التعرض للشمس تؤدى للإصابة، كما أن هناك من أشار إلى احتمال أن يكون نقص فيتامين أ أحد أسباب، ولكن حمامات السباحة العامة يمكن أن يكون عاملا. أي التهاب الجلد قد ترك شفاء الجلد شاحب، واستخدام المفرط للقد كورتيكوستيرويد. الكريمات المستخدمة لعلاج نوبات من الأكزيما . ويرجع ذلك إلى نقص التصبغ كل نشاط انخفاض الخلايا الصباغية مع عدد أقل من أصغر والأجسام الصباغية . 
قد تحدث بشكل متكرر أكثر في المرضى أصحاب البشرة الفاتحة، ولكن تكون هي أكثر وضوحا في تلك مع البشرة الداكنة.

## أعراض
1-بقع بيضاء صغيرة مستديرة أو بيضاوية، وأخف من الجلد المحيطة (ناقصة الصباغ).
2- بقع حمر أو طفح تظهر بسرعة في الشمس.
3-بقع بيضاء قد يبلغ قطرها من 5 إلى 30 مم. تنتشر في الخد أو حول الفم والمناطق الحجاجية، مثل الرقبة والجذع والظهر والأطراف .

## العلاج
فيعتمد على ضرورة عدم التعرض المباشر لأشعة الشمس، مع تناول الوجبات الغذائية الطازجة، مثل السلطات الخضراء التي تحتوى على الجزر، وكذلك الإكثار من أكل الفاكهة، وتستعمل عادة العلاجات الموضعية في صورة مراهم تحتوى على الزنك وحمض الساليسيلك المخفف، كما قد يلجأ الطبيب أحيانا لاستخدام المراهم التي تحتوى على بعض أنواع الكورتيزون بنسبة خفيفة.
علاج طفح ليس من الضروري أنه سوف يعمل على حل من تلقاء نفسها. قد باستخدام مرطب أو الهيدروكورتيزون جعل البقع تزول بشكل أسرع. ومع ذلك، حتى مع العلاج، قد طفح يستغرق شهورا لحلها. إذا كانت البقع الحمراء أو حكة ، ويمكن تطبيق كريم الستيرويد الموضعي الخفيف لبضعة أيام.